# James Gordon
James Gordon (pełne nazwisko James „Jim” Worthington Gordon) – fikcyjna postać drugoplanowa, pojawiająca się przede wszystkim w komiksach z udziałem Batmana wydawanych przez DC Comics. Autorami postaci są Bill Finger i Bob Kane. Po raz pierwszy pojawił się w komiksie w Detective Comics (vol. 1) #27 w maju 1939 roku. Był pierwszym pomocnikiem Batmana ukazanym w komiksie.

## Opis postaci
James Gordon jest komisarzem policji w mieście Gotham City (Gotham City Police Department, w skr. GCPD). Jeszcze jako porucznik policji, przyjechał do Gotham z Chicago,  wraz z ciężarną żoną, Barbarą. Będąc jednym z nielicznych nieskorumpowanych gliniarzy w mieście, był w niełasce u przełożonego, komisarza Gilliana B. Loeba. Jednym z jego pierwszych zadań była koordynacja grupy mającej ująć zamaskowanego mściciela – Batmana. Zadanie to było mu zresztą zlecane kilkukrotnie. Loeb, chcąc uciszyć Gordona mającego poparcie opinii publicznej, wykorzystał fakt, że wdał się w romans z sierżant Sarą Essen. Kiedy gdy to nie zadziałało, Loeb we współpracy z mafiosem Carmine’em Falcone zaaranżował porwanie nowonarodzonego syna Gordona, Jamesa Jr. W porę uratował go miliarder Bruce Wayne, który okazał się Batmanem, ale Gordon pozbawiony okularów nie rozpoznał go bez maski. W wyniku ujawnienia korupcji w GCPD Loeb podał się do dymisji, a Gordon awansował na kapitana. W miarę upływu czasu Gordon wypracował własne stosunki z Batmanem i od tamtej pory współpracują. Początkowo w skład tej nieformalnej grupy wchodził również prokurator okręgowy, Harvey Dent. Przysięgli wówczas, by doprowadzić do upadku imperium mafijnego Falcone’a.
Za sprawą seryjnego mordercy Holidaya, uderzającego w gangsterów, to się udało, ale kosztem poczytalności Denta, który przemienił się w superzłoczyńcę Dwie Twarze. Odbiło się to również na Gordonach, którzy stali się bliskimi przyjaciółmi Denta i jego żony Gildy. Kilka lat później, nawarstwiające się przez lat napięcia w małżeństwie Gordona narosły do tego stopnia, iż w końcu Barbara rozwiodła się z nim i opuściła Gotham z ich synem. Kilka lat później James związał się ze swoją dawną miłością z początkowego okresu służby, Sarą Essen, która w czasie historii Ziemia Niczyja zginęła z ręki Jokera. Był adopcyjnym opiekunem Barbary Gordon, oryginalnej Batgirl (po okaleczeniu przez Jokera obecnie działa jako Wyrocznia).

## Inne media
Postać komisarza Jamesa Gordona pojawia się w niemal wszystkich filmach fabularnych, serialach i grach komputerowych poświęconych człowiekowi nietoperzowi. W serialu Batman (Batman) z lat 60. XX wieku w rolę komisarza wcielił się aktor Neil Hamilton. Pat Hingle był odtwórcą tej postaci w czterech filmach fabularnych z lat 90. (dwóch pierwszych w reżyserii Tima Burtona i dwóch kolejnych w reżyserii Joela Schumachera). W trylogii Mrocznego Rycerza (The Dark Knight) w reżyserii Christophera Nolana w postać „Jima” Gordona wcielił się brytyjski aktor Gary Oldman. W serialu telewizyjnym Gotham rolę młodego Gordona zagrał Ben McKenzie.